# Deutsch-Amerikanische Himalaya-Expedition 1932

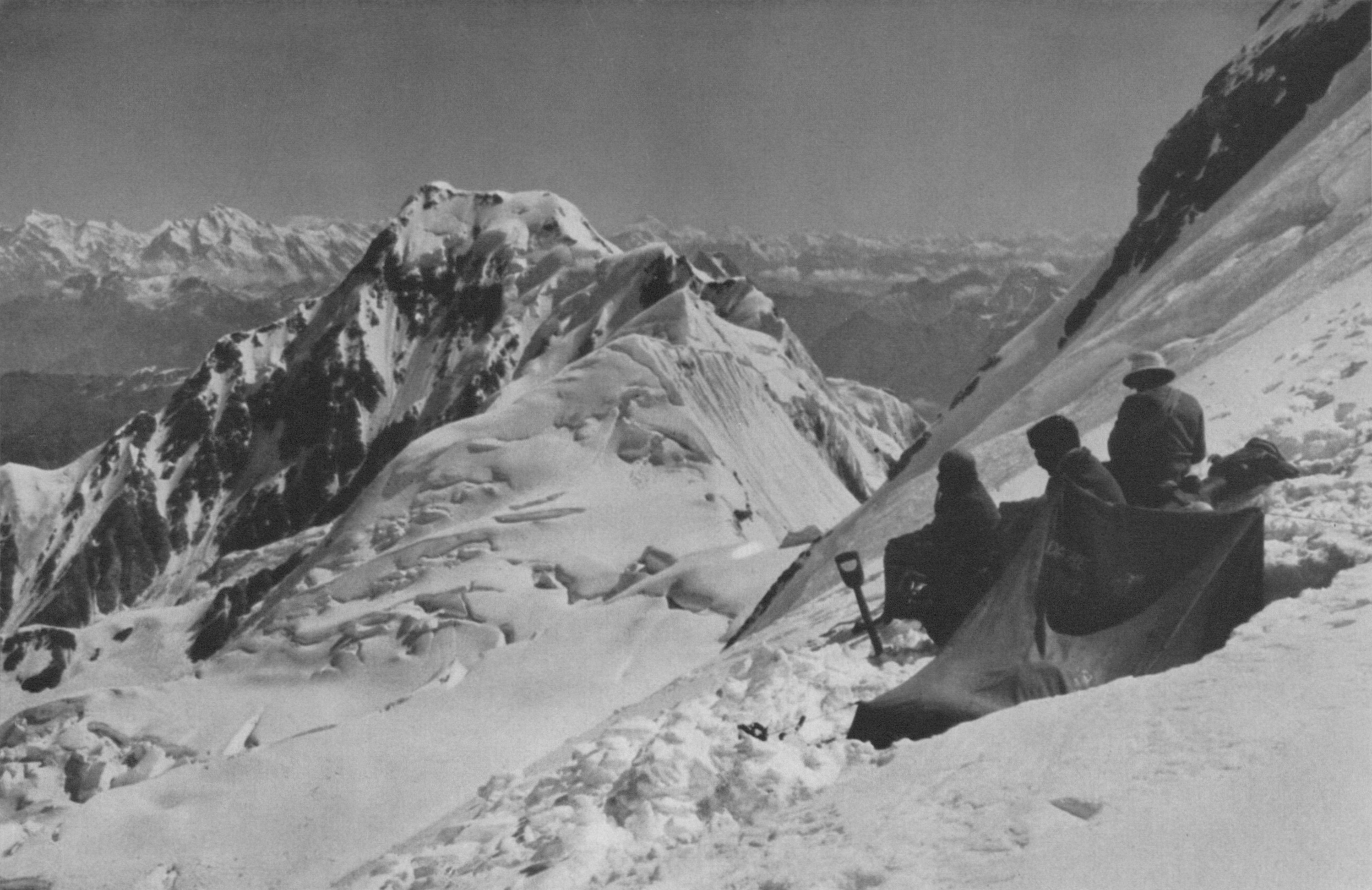
Mitglieder der DAHE in Lager VI (6600 m), Blick zum Chongra Peak, der während der Expedition erstbestiegen wurde

Die Deutsch-Amerikanische Himalaya-Expedition (DAHE) fand im Jahr 1932 statt und hatte die Erstbesteigung des Nanga Parbat im Himalaya zum Ziel. Sie war die erste von sechs Expeditionen zum Nanga Parbat, die das Deutsche Reich in den 1930er-Jahren unternahm.

## Vorgeschichte
Im Jahr 1895 führte der englische Alpinist Albert Mummery den ersten Versuch einer Besteigung des Nanga Parbat durch. Unterstützt durch den Gurkha-Träger Ragobir erreichte er nach der Erkundung der Rupalflanke in der Diamir-Seite eine Höhe von etwa 6000 m, genaue Angaben fehlen hier. Mummery und seine Träger blieben bei dem Versuch, durch die Diamir-Flanke in das Rakhiottal abzusteigen, verschollen.
1910 erwarb der Verleger und Autor von Alpinliteratur Walter Schmidkunz die deutschen Rechte an den Werken von Mummery. Schmidkunz studierte anhand der vorhandenen Literatur den Nanga Parbat und berichtete in den 1920er-Jahren Willo Welzenbach und Paul Bauer von seiner Vermutung, dass eine Besteigung an der Nordost-Seite aus dem Rakhiottal möglich sei.
1929 griff der deutsche Alpinpionier Willo Welzenbach die Idee von Mummery und Schmidkunz auf und konkretisierte den Plan einer Besteigung der Westseite des Nanga Parbat in der Diamir-Flanke. Die erste Nanga-Parbat-Expedition seit Mummery sollte im Herbst des Jahres 1930 starten. Kurz vor Beginn der Expedition wurde sie jedoch durch das deutsche Außenministerium gestoppt. 1932 gewann Paul Bauer endlich die Unterstützung des Außenministeriums und es wurde der nächste Versuch gestartet. Welzenbach wurde jedoch abermals enttäuscht, da er von seinem Arbeitgeber, der Stadt München, keinen Urlaub erhielt. Als Expeditionsleiter schlug er daraufhin Willy Merkl vor.
Welzenbach wählte den Nanga Parbat, da dieser im Vergleich zu den anderen Achttausendern zwei bedeutende Vorteile aufwies. Zum einen macht ihn seine nahe Lage zu wichtigen Städten und Straßen von Indien aus leicht erreichbar. Zum anderen war aufgrund seiner relativ geringen Höhe von 8125 m keine Sauerstoffversorgung der Bergsteiger nötig. Nach den Untersuchungen Welzenbachs sollten an einer Expedition auf den Nanga Parbat fünf bis sieben Bergsteiger teilnehmen, die außerdem auch Mitglieder des Akademischen Alpenvereins München waren. Zu den geplanten Expeditionsmitgliedern, allesamt wichtige Teilnehmer nachfolgender Expeditionen, sollten Hans Hartmann, Martin Pfeffer und Karl Wien zählen.

## Expeditionsmannschaft
Zu dem Expeditionsteam zählten die Deutschen Willy Merkl als Expeditionsleiter, Fritz Bechtold, Herbert Kunigk, Felix Simon und Dr. Hugo Hamberger als Expeditionsarzt, der Österreicher Peter Aschenbrenner, sowie der 1929 aus Deutschland in die USA emigrierte Fritz Wiessner und die Amerikaner Elbridge Rand Herron und Elizabeth Knowlton als Korrespondentin zu den amerikanischen Medien, die Geld zur Verfügung stellten. Begleitet wurde die Expedition vom britischen Verbindungsoffizier Capt. R. N. D. Frier.

## Verlauf

### Vorbereitungen

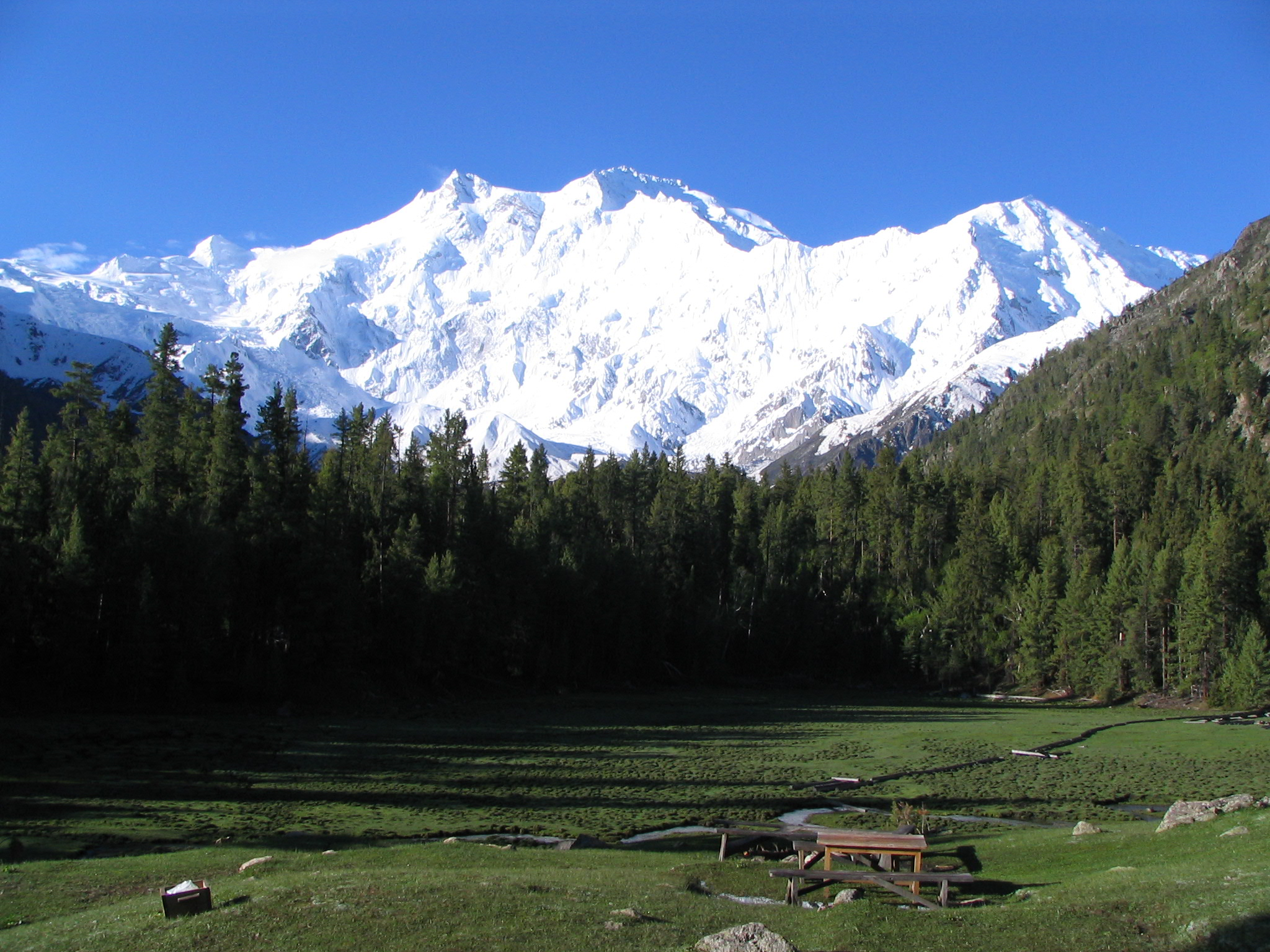
Die Märchenwiese mit dem atemberaubenden Blick auf den Nanga Parbat

Die Anreise und der Anmarsch zum Himalaya dauerten zwei Monate, wobei bis zu 200 Träger eingesetzt wurden. Rasch wurden allerdings schwerwiegende Versäumnisse in Merkls Planung offensichtlich. So waren keine erfahrenen Sherpa organisiert worden, die Hochträger vor Ort mussten nach und nach aufgeben. Nach diversen erzwungenen und energiezehrenden Umwegen – der Zugang zur Rakhiot-Seite wurde erst in Indien zugesichert – konnte ein Hauptlager errichtet werden und mit dem Anstieg begonnen werden. Diese Umwege führten allerdings zu einer besonderen Entdeckung. Die Mannschaft fand eine Wiese mit Aussicht auf den Nanga Parbat – die „Märchenwiese“.

### Besteigungsversuch und Abbruch der Expedition
Auf einer Höhe von 3967 m wurde das Basislager errichtet. Der Anstieg erfolgte, entgegen den ursprünglichen Vorstellungen Welzenbachs, durch die Gletscherspalten des Rakhiot-Gletschers an der Nordseite des Berges. Peter Aschenbrenner gelang zusammen mit Hugo Hamberger am 14. Juni die Erstbesteigung des 6830 m hohen Chongra Peak, einem östlich gelegenen Vorgipfel, sowie zusammen mit Herbert Kunigk die Erstbesteigung des 7070 m hohen Rakhiot Peak (16. Juni). Nach vier Wochen konnte die Mannschaft am 29. Juli das Lager VII auf 6950 m errichten, welches der Ausgangspunkt für die Gipfelbesteigung sein sollte. Die Expedition kam bis auf wenige hundert Höhenmeter an den Silbersattel, das auf 7400 m gelegene „Tor“ zur Gipfelregion, heran. Aufgrund des einsetzenden Monsuns und eines damit einhergehenden, drei Wochen dauernden Schneesturms war es den Bergsteigern jedoch nicht möglich, den Gipfel des Berges zu bezwingen. Sie waren gezwungen, auf 7000 m, in der Nähe des Mohrenkopfes, wie sie einen schwarzen Felsen nannten, umzukehren und die Expedition erfolglos zu beenden, und kehrten ohne Verluste ins Basislager zurück.
Elizabeth Knowlton erreichte eine Höhe von etwa 6100 m, wo ihr die restlichen Bergsteiger die Fortsetzung der Besteigung verweigerten. Knowlton war eine der ersten Frauen, die dokumentiert eine Höhe von 20.000 ft (6096 m) überschritten. Während Expeditionsleiter Willy Merkl in seinem Expeditionsbericht ihre Beteiligung an der Expedition auf die wöchentlichen Presseberichte und hausfrauliche Tätigkeiten im Basislager reduzierte und nur einen „hohen Besuch“ in Lager IV erwähnt, schrieb Knowlton selbst jedoch später, sie habe mehr als einen Monat über 6100 m verbracht.

### Nachgeschichte
Auf der Heimreise besuchte der Amerikaner Elbridge Rand Herron Alexandria und Kairo. Nach den Strapazen und Gefahren eines Achttausenders – er war knapp einer Lawine entkommen – starb er bei einem Absturz von der Chephren-Pyramide in Gizeh. Für die Bewohner der Nanga-Parbat-Region war dies der „Dämon“ des Berges, der nach ihm gegriffen habe.

## Weitere Expeditionen in den 1930er-Jahren
Der Nanga Parbat wurde daraufhin zum „heiligen Gral“ hochstilisiert. Nach der missglückten Deutsch-Amerikanischen Himalaya-Expedition fanden neben der Deutschen Nanga-Parbat-Expedition 1934 und der Deutschen Nanga-Parbat-Expedition 1937 drei weitere Expeditionen statt, die letzte im Jahr 1939 mit Heinrich Harrer und Peter Aufschnaiter. Diese sechs Expeditionen in den 1930er-Jahren waren allesamt erfolglos.
Die deutsche Presse und Propaganda machte den Nanga Parbat daraufhin zum „Schicksalsberg der Deutschen“.